# Tver
Tvér (rusko Тверь, v času 1931–1990 Kalinin (Кали́нин)) je mesto v Rusiji, upravno središče Tverske oblasti in pristanišče na reki Volgi.
Leta 2006 je mesto štelo 405.600 prebivalcev. Razteza pa se na površini 147 km2. Leži ob izlivu reke Tverce v reko Volgo, poleg tega pa še na bregovih rek Tmaka, Lazur, Sominka. Od Moskve je oddaljeno 167 km, od Sankt Peterburga pa 485 km. Mesto predstavlja pomembno železniško postajo na liniji Moskva - Sankt Peterburg.
Mesto leži v milem celinskem podnebju: povprečna januarska temperatura je -9,6 °C, julijska pa 18,2 °C. Povprečna letna količina padavin znaša 593 mm.

## Zgodovina

### Nastanek mesta
V drugi polovici 12. stoletja je Tver predstavljal manjšo trdnjavo na zahodni meji Suzdalske kneževine, v prvi tretjini 13. stoletja pa je bil Tver del Perejaslavske kneževine. Leta 1238 so mesto razrušili Mongoli.
Voskresenski letopis trdi, da je obnovo mesta po razrušenju vodil knez Jaroslav Vsevolodovič, v zgodovinski literaturi pa obstaja domneva, ki pravi, da je mesto Tver najprej ležalo na levem bregu Volge - pri ustju reke Tverce, po razrušitvi leta 1238 pa naj bi mesto preselili na desni breg Volge - k ustju reke Tmake.
Okoli leta 1247 je bilo mesto v upravljanje dodeljeno knezu Aleksandru Nevskemu, v času med letoma 1252 in 1255 pa je z mestom upravljal njegov brat Jaroslav III. Jaroslavič - začetniku tverske knežje dinastije. Leta 1247 je Tver postal glavno mesto Tverske kneževine. Zgodovinsko jedro starega mesta je tvoril Tverski Kremelj.

### Zgodovina mesta
Geografska lega mesta je na pomembni trgovski poti, ki je povezovala Novgorod s severovzhodnimi deli stare Rusi in precejšnja oddaljenost od Zlate horde sta pripomogla k temu, da se je v mesto priseljevalo veliko ljudi iz drugih ruskih pokrajin. Mesto je hitro raslo. Leta 1265 je mesto postalo del škofije. Hitre rasti mesta nista ustavila niti dva velika požara v letih 1276 in 1282, ko je mesto pogorelo do tal. Takšni požari so bili v lesenih staroruskih mestih pogosti.
Hitro rast mesta med drugim povezujejo tudi z dejstvom, da se je politična vloga mesta spremenila. Leta 1264 je tverski knez Jaroslav postal veliki knez vladimirski, vendar je kljub temu še naprej živel v mestu Tver. V času, ko je mestu vladal naslednik kneza Jaroslava - njegov sin knez Mihail Jaroslavič so v mestu prvič po 50. letih obnovili tradicijo pisanja letopisa in zidanje kamnitih zgradb.
Zgradili so kamnito Cerkev Marijinega vnebovzetja in Stolnico odrešenja in zveličanja. Poleg kremlja so rastla tverska naselja, v katerih so v glavnem živeli obrtniki.
K rastoči moči mesta je pripomoglo tudi dejstvo, da se je mongolski vojskovodja leta 1293 odločil, da mesta ne bo napadel. Prenos naslova velikega kneza vladimirskega na kneza Mihaila Jaroslaviča Tverskega je pričal o tem, da je Tver postal glavno mesto najmočnejše kneževine v Severovzhodni Rusi. Tverski knezje, ki so se borili z Zlato hordo in veliko kneštvo vladimirsko, so brez prekinitve utrjevali mesto. Od konca 13. stoletja do prve tretjine 14. stoletja je bilo mesto Tver največje središče nacionalno osvobodilnega boja ruskega naroda proti Hordi.
Protimongolska politika tverskih knezov je pripomogla k rasti političnega ugleda mesta Tver. Mestni prebivalci so bili med prvimi, ki so se dvignili v boj proti Hordi: leta 1317 so premagali vojsko mongolskega vojskovodje Kavgadija in moskovskega kneza Jurija v bitki pri vasi Bartenjevo. Leta 1320 je kneginja Anna poročila svojega najstarejšega sina Dimitrija z Marijo, hčerko litovskega velikega kneza Gedimina. Takrat je Tver z Veliko Litovsko kneževino navezal stike, ki se niso pretrgali vse do leta 1485.
V mestu se je razvila svojevrstna umetniška šola: razvijali so se arhitektura, ikonopisje, prepisovanje knjig, juvelirstvo in dekorativno uporabne umetnosti, v mestu so kovali svoje kovance. Tverski trgovci so trgovali v Smolensku, Kijevu, Vitebsku, Dorogobužu, Vjazmi, Polocku, Vilni,... Tverski rokodelci so bili znani po obdelavi kovin (v 14. stoletju so se tverske ključavnice prodajale na Češkem).

### Zoperstavljanje Moskvi
Leta 1327 se je v mestu Tver vnel močan upor proti Hordi. Ob pomoči moskovskega kneza Ivana Kalite je bil upor kruto zatrt, mesto pa razrušeno. Opustošenje je pomenilo začetek upadanja političnega vpliva mesta Tver.
V 14. stoletju so tverski knezje ob nepretrgani borbi z Moskvo utrjevali mesto: leta 1372 sta bila dokončana kanal in nasip med rekami Volgo in Tmako, ki je leta 1375 moskovskemu knezu Dmitriju Ivanoviču in njegovi veliki vojski preprečil vdor v mesto. Večja gradbena dela so v mestu potekala v letih 1387, 1395, 1413 in 1446-1447 (praviloma so bila vedno povezana z zaostrenimi političnimi odnosi in grožnjami s strani Moskve). Ker je mesto že konec 13. stoletja zavzelo položaj močnega nasprotnika Horde, je bil Tver vse do druge polovice 15. stoletja pogosto tarča mongolskih napadov, ravno tako pa napadov s strani Moskve. V tej bitki je Tver postopoma izgubljal prvo mesto med starimi ruskimi kneževinami v Severnovzhodni Rusi. Vlogo združevalca ruskih dežel je prevzela in si zagotovila Moskovska kneževina. Napet boj je spodkopaval moči mesta, vendar pa je le-to kljub vsemu v času med 14. stoletjem in 15. stoletjem ostalo pomembno trgovsko, obrtniško in kulturno središče ter eno izmed najbolj razvitih starih ruskih mest.
V prvi polovici 15. stoletja - v času vladavine Borisa Aleksandroviča Tverskega - je mesto doživelo zadnji vzpon kot središče samostojne kneževine. Razcvetela se je gradnja. V kremlju (mestni utrdbi) je bila zgrajena kamnita knežja palača, druga po času nastanka v Severovzhodni Rusi, pred njim je bila zgrajena le Bogoljubska palača, kamnit zvonik stolnice (1407), kamniti cerkvi Ivana Milostnega (1420) in cerkev Borisa in Hleba (1438).
Ekonomski vzpon mesta so spremljale številne ekonomske vezi in diplomatske dejavnosti (potovanje Afanasija Nikitina, prisotnost predstavnika tverskega kneza v florentinskem koncilu). Leta 1485 je moskovska vojska zavzela mesto, knez Mihail Borisovič je zbežal v Litvo. Tverska kneževina je kot samostojna politična tvorba prenehala obstajati ter se je priključila v nastajajočo Rusko centralizirano državo.

## Prebivalstvo
V 13. in 14. stoletju je bilo mesto eno izmed večjih v severovzhodni Rusiji. Po poljsko-litovskem uničenju v začetku 17. stoletja je mesto ostalo prazno: leta 1627 je v njem ostalo le vsega 1500 prebivalcev. Dogodki druge svetovne vojne ter nemška okupacija v času od oktobra do decembra 1941 so privedli k drastičnemu zmanjšanju števila prebivalcev, ki pa je vsemu navkljub leta 1950 znašalo 194.300 prebivalcev.
| Leto                    | 1685 | 1787 | 1897 | 1917  | 1929  | 1939  | 1950  | 1959  | 1970  | 1979  | 1989  | 1992  | 2001  | 2005  |
| ----------------------- | ---- | ---- | ---- | ----- | ----- | ----- | ----- | ----- | ----- | ----- | ----- | ----- | ----- | ----- |
| Prebivalstvo/1000 ljudi | 4,6  | 15,1 | 53,5 | 107,6 | 119,8 | 216,1 | 194,3 | 261,0 | 345,1 | 411,0 | 450,8 | 459,0 | 452,3 | 406,7 |